# 19
19 (XIX) fue un año común comenzado en domingo del calendario juliano, en vigor en aquella fecha. En el Imperio romano, era conocido como el Año del consulado de Silano y Balbo (o menos frecuentemente, año 772 Ab urbe condita). La denominación 19 para este año ha sido usado desde principios del período medieval, cuando la era A. D. se convirtió en el método prevalente en Europa para nombrar a los años.

## Nacimientos
- Agripina

## Fallecimientos
- Germánico, general romano.
- Vonones I, rey parto.
- Estrabón, historiador y geógrafo.